# NGC 4777
NGC 4777 is een spiraalvormig sterrenstelsel in het sterrenbeeld Maagd. Het hemelobject werd op 3 maart 1786 ontdekt door de Duits-Britse astronoom William Herschel.

## Synoniemen
- MCG -1-33-44
- PGC 43852